# Widénska gymnasiet
Widénska gymnasiet är en kommunal gymnasieskola i Västerås under Västerås kommun. Widénska gymnasiet är ett Riksidrottsgymnasium, certifierad NIU där alla program har fokus på idrott.
Widénska gymnasiet har  NIU-certifiering inom tio idrotter: bandy, fotboll, friidrott, gymnastik, handboll, ishockey, innebandy, basket, padel och golf.
Skolan är belägen på Vasagatan 56 i Västerås, i närheten av Carlforsska gymnasiet och Mälardalens universitet. 
Lokalerna är utrustade med en idrottshall, ett gym och en mindre spinninglokal. I närområdet finns fina anläggningar att tillgå, till exempel Hitachi Energy Arena, Blåsbo fotbollsplaner, arosvallen, bellevuestadion och skog med motionsspår.
Widénska gymnasiet har fått sitt namn från bandyspelaren Pontus Widén, som mellan 1937 och 1956 spelade för VSK, och brukar framhållas som en av Västerås stora idrottare.